# Ionia (Michigan)
Ionia é uma cidade localizada no estado americano de Michigan, no Condado de Ionia.

## Demografia
Segundo o censo americano de 2000, a sua população era de 10.569 habitantes.
Em 2006, foi estimada uma população de 12.449, um aumento de 1880 (17.8%).

## Geografia
De acordo com o United States Census Bureau tem uma área de
13,5 km², dos quais 13,1 km² cobertos por terra e 0,4 km² cobertos por água. Ionia localiza-se a aproximadamente 200 m acima do nível do mar.

## Localidades na vizinhança
O diagrama seguinte representa as localidades num raio de 20 km ao redor de Ionia.